# Агиенко, Виктор Трофимович
Ви́ктор Трофи́мович Агие́нко (7 января 1920 — 11 сентября 1997) — участник Великой Отечественной войны, командир роты 586-го отдельного танкового батальона 219-й Кременчугской танковой бригады 1-го Красноградского механизированного корпуса 69-й армии Степного фронта, Герой Советского Союза (1943), лейтенант.

## Биография
Родился 7 января 1920 года в городе Екатеринославе в семье рабочего. Украинец. Окончил 7 классов. Работал слесарем на Днепропетровском вагоноремонтном заводе.
В Красной армии с 1940 года. Служил в 455-м артиллерийском полку. Окончил Горьковское военно-политическое училище в 1941 году. С 1941 года на фронте. Воевал на Западном, Сталинградском, Степном и 2-м Украинском фронтах.
В октябре 1943 года командир роты 586-го отдельного танкового батальона (219-я танковая бригада, 1-й механизированный корпус, 69-я армия, Степной фронт) лейтенант Агиенко одним из первых в батальоне форсировал Днепр южнее Кременчуга и вместе с ротой удерживал плацдарм на её правом берегу.
Преследуя отходящие части противника, подразделения стрелковых дивизий достигли Днепра на участке Мишурин Рог (Верхнеднепровский район Днепропетровской области) и с ходу приступили к преодолению водного рубежа. Гитлеровцы предпринимали непрерывные контратаки, стремясь сбросить десантников в Днепр.
Для усиления сил на плацдарме из состава 219-й танковой бригады была выдвинута рота лейтенанта Агиенко. С наступлением темноты десять танков Т-34 переправились на правый берег реки и устремились в район села Анновка, где сложилась критическая ситуация. При подходе к позициям рота обнаружила движущиеся на десантников десять немецких танков и цепи вражеских автоматчиков. Используя фактор внезапности, рота Агиенко атаковала гитлеровцев и уничтожила все танки противника, не потеряв ни одного своего.
Вскоре рота вступила в бой в районе высоты 177,0 в районе села Бородаевка (Верхнеднепровский район Днепропетровской области). Не ожидая появления здесь советских танков, немцы отхлынули на исходные позиции. Преследуя отходящих гитлеровцев, танкисты Агиенко загнали восемь вражеских бронетранспортёров на их собственное минное поле. В тот же день ротой была уничтожена противотанковая батарея противника.
3 октября 1943 года рота лейтенанта Агиенко выдержала неравный бой с немецкими танками и самоходками. Советские танкисты уничтожили четыре самоходки, но и сами потеряли четыре машины. Лейтенант Агиенко был ранен, но не покинул поля боя.
За эти бои шесть танкистов из роты Агиенко были представлены к званию Героя Советского Союза.
Указом Президиума Верховного Совета СССР от 20 декабря 1943 года за мужество, отвагу и героизм, проявленные в борьбе с немецко-фашистскими захватчиками, лейтенанту Агиенко Виктору Трофимовичу присвоено звание Героя Советского Союза с вручением ордена Ленина и медали «Золотая Звезда» (№ 3587).
После окончания войны Агиенко продолжил службу в Советской Армии. В январе 1946 года вместе со своим однополчанином Героем Советского Союза лейтенантом Иваном Мозговым, находясь в состоянии алкогольного опьянения, совершил хулиганские действия в кинотеатре, пытаясь пройти бесплатно в кинозал, а затем оказал вооружённое сопротивление военному патрулю, пытавшемуся задержать их, ранив одного из солдат. Военный трибунал Полтавского гарнизона 9 апреля 1946 года приговорил Мозгового и Агиенко к 5 годам исправительно-трудовых лагерей каждого с лишением воинского звания.
Указом Президиума Верховного Совета СССР от 11 января 1949 года Виктор Агиенко был лишён всех званий и наград. 31 мая 1976 года он был восстановлен в звании, все награды были ему возвращены.
Жил в Днепропетровске. Работал слесарем на заводе электротехнического оборудования.
Умер 11 сентября 1997 года в Днепропетровске, где и похоронен.

## Награды
- Герой Советского Союза, 20 декабря 1943 года
  - Медаль «Золотая Звезда» № 3587
  - орден Ленина № 17851
- Орден Отечественной войны I степени
- Медали.